# Ахмет Давутоглу
Ахмет Давутоглу (на турски: Ahmet Davutoğlu, произношението е по-близо до Давутоулу) е турски политик, изпълняващ длъжността министър-председател на Турция от 28 август 2014 г. до 22 май 2016 година. От 12 декември 2019 г. е председател на основаната от него Партия на бъдещето.
Председател е на управляващата умерено ислямистка Партия на справедливостта и развитието в периода 27 август 2014 – 22 май 2016 година. Бил е министър на външните работи на Турция (2009 – 2014). Професор е по политология и международни отношения.
Роден е в турския град Ташкент, вилает Кония. Завършил е средно образование в Истанбулския мъжки лицей (със статут на германско задгранично училище). Следва висше образование в Босфорския университет (бившия Роберт колеж), където получава магистърска степен по публична администрация и докторска степен по политология и международни отношения.
Преподава в Босфорския университет, където е избран за доцент (1993) и професор (1999). Преподава (1997 – 2004) и е завеждащ Катедрата по международни отношения в Университета Бейкент, Истанбул. Чете лекции като гост-преподавател в Академията на въоръжените сили и в други военни академии на Турция.
С указ на президента му е присвоен дипломатически ранг извънреден и пълномощен посланик през 2003 г. Назначен е за министър на външните работи на Турция, считано от 1 май 2009 г. На общопартиен конгрес е избран за председател на Партията на справедливостта и развитието на 27 август 2014 г. На следващия ден е утвърден за министър-председател на Турция, а поста на външен министър заема Мевлют Чавушоглу (Mevlüt Çavuşoğlu).